# 헤테로돈토사우루스
헤테로돈토사우루스(Heterodontosaurus)는 중생대 쥐라기 전기, 오늘날 남아프리카공화국 부근에 서식했던 초식공룡이다. 학명은 '서로 다른 이빨을 가진 도마뱀'이라는 의미를 갖고 있다. 몸 전체 길이는 약 1m~1.5m, 체중은 15kg~20kg정도 되었을 것으로 추정된다.

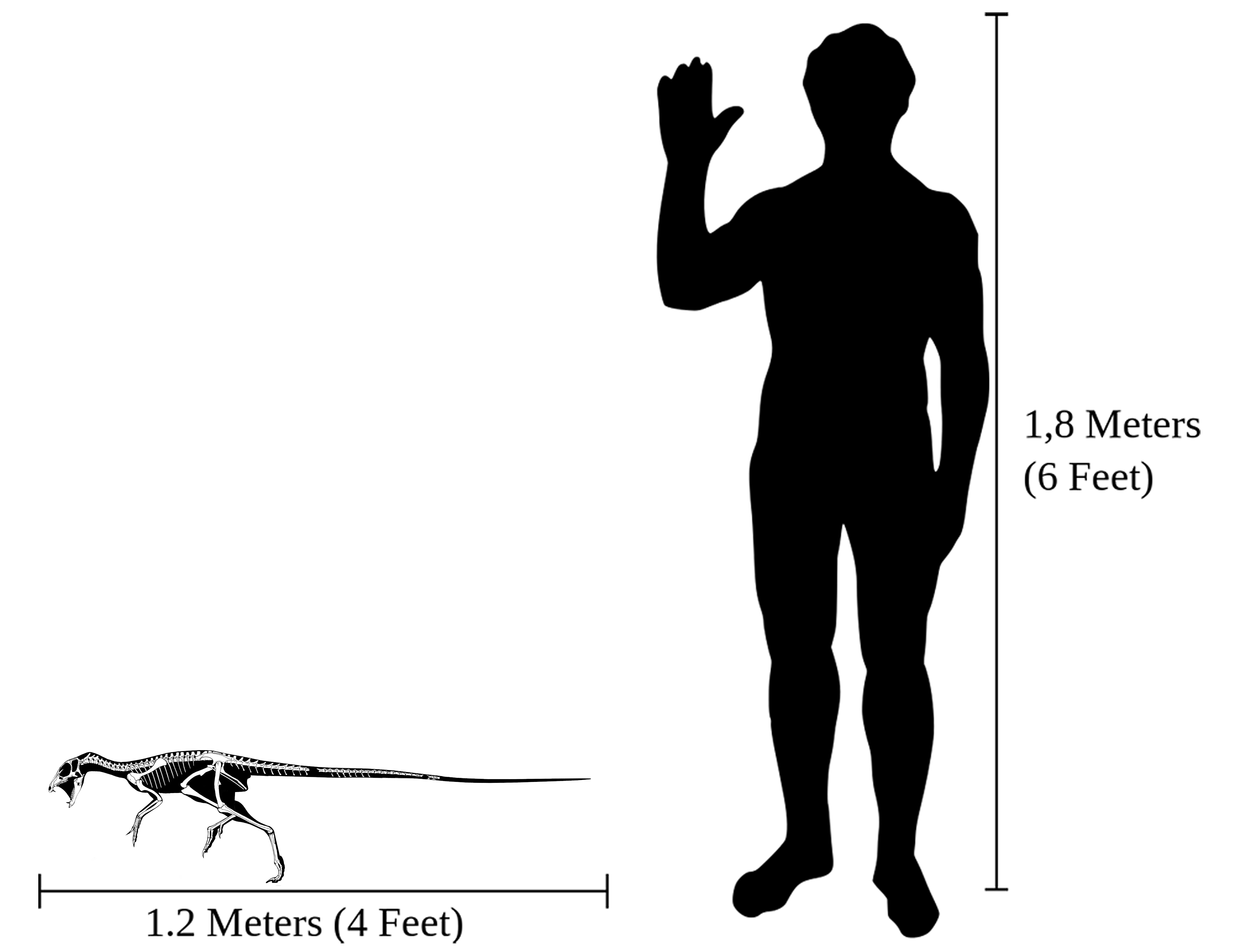
사람과 크기비교
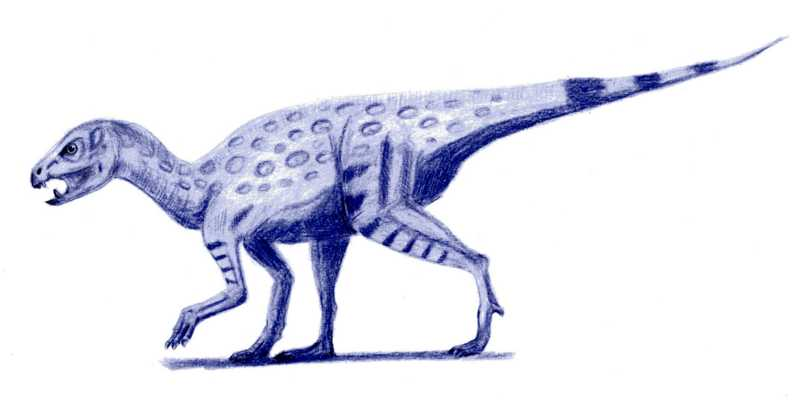
상상도